# BASEBALL☆GIRLS
BASEBALL☆GIRLS（ベースボールガールズ）は、2011年結成の日本の女性音楽グループ。
通称はベスガ。所属レコード会社はビクターエンタテインメント。所属事務所はトゥーセブンスエンターテイメント。

## 概要
芝居と音楽を融合した新感覚ガールズユニット。FUNKY MONKEY BABYSやケツメイシなど多くのアーティストの楽曲を手がけているYANAGIMANと中山稔己がプロデュース。

楽曲は「恋愛」や「夢」「青春」など誰もが想い描く日々の応援歌をテーマとしている。 
2013年7月には、ミニアルバムと楽曲をイメージした映画のDVDを1枚にまとめたCDVDを全国発売する。

2014年7月30日にビクターエンタテインメントよりメジャーデビュー。

メンバーはchelu、NORIPANDA、DJ AKARIで結成された2MC+DJ。
カタカナ表記ながら同一名（ベースボールガールズ→ベボガ!）のアイドルグループが存在したが別グループであり、当グループは区別のため「ベスガ」と略された。東西のベースボールガールズとして共演経験もある。
2018年6月に無期限活動休止。

## メンバー
chelu（ボーカル・リーダー）
- 6月10日 生まれ｜B型｜兵庫県出身

NORIPANDA（ボーカル）
- 10月8日 生まれ｜A型｜佐賀県出身

DJ AKARI（ボーカル・DJ）
- 2月24日 生まれ｜A型｜福岡県出身

## 沿革
2011年6月にプロデューサーでもある中山稔己によってグループ結成。

多くのアーティストを手掛ける平義隆の楽曲提供により活動をスタートさせた。

2012年6月1日に1st Mini Album 「PLAY BALL - 今日この瞬間を作ってくれた全ての人に感謝！！ 編 -」を発売し、1ヶ月で1,000枚を販売。
口コミで広がり各ライブがSOLDOUTとなる。
2013年5月18日に1st Single 「ENGINE」を発売、同年7月7日には、1st CDVD「LINEUP- 後悔はひとつもありません！いつだって全力だったから 編 -」を全国発売し、東京、神戸、福岡の3都市凱旋ツアーを決行する。

LINEUPはCDと収録楽曲を映画化したDVDの2枚組でCDVDと題し、その新しい切り口が面白いと話題になる。映画には大石悠馬や永田優希をはじめ、大手プロダクションの俳優が参加している。

2014年7月30日には、YANAGIMANをプロデューサーに迎え、配信限定Album 「CHANCE - 1回の表 決めて魅せます先制点！みんなの力が必要です 編 -」をリリースし、ビクターエンタテインメントよりメジャーデビューした。「負けるもんか」は、第9回IBIF女子野球ワールドカップ宮崎大会の応援歌として発表した。
大人から子供まで楽しめるステージがベスガ流だが、最近は踊れるライブとして子供達が殺到している。
インストアライブでは約250名の子供が、ベスガの人気曲「君へ」が始まると一斉に踊りだした。一緒に踊れる曲として子供達の間で今話題となっている。

また、2015年7月にはフランスで開催されたJAPAN EXPOに出演し「CHANCE - 1回の表 決めて魅せます先制点！みんなの力が必要です 編 -」がiTunesで世界配信となった。同年には台湾で開催された漫画博覧会などにも出演。
2018年6月10日のライブをもって無期限活動休止。

## ディスコグラフィ
1st Mini Album「PLAYBALL - 今日この瞬間を作ってくれた全ての人に感謝！！ 編 -」

2012年6月1日

1st Single「ENGINE」

2013年5月18日

1st CDVD「LINEUP- 後悔はひとつもありません！いつだって全力だったから 編 -」

2013年7月7日【ダイキサウンド】

配信限定 Album「CHANCE - 1回の表 決めて魅せます先制点！みんなの力が必要です 編 -」

2014年7月30日【ビクターエンタテインメント】